# Černíky
Černíky (deutsch Czernik, auch Tschernik oder Klein Zerhenitz) ist eine Gemeinde in Tschechien. Sie liegt vier Kilometer nordwestlich von Český Brod und gehört zum Okres Kolín.

## Geographie
Černíky befindet sich am Übergang des Mittelböhmischen Berglandes zur Böhmischen Tafel. Südlich erhebt sich der Hügel Chrástnice (258 m) und im Osten die Skála und der Zálužník (Kaunitzberg; 285 m).
Nachbarorte sind Vykáň und Skalka im Norden, Týnice und Kounice im Nordosten, Klučov im Osten, Štolmíř im Südosten, Nová Ves II im Süden, Břežany II im Südwesten, Horoušany im Westen sowie Vyšehořovice im Nordwesten.

## Geschichte
Die erste schriftliche Erwähnung des Dorfes Črmníky erfolgte im Jahre 1293. Im Jahre 1340 wurde es als verfallen bezeichnet. Später gehörte es dem Kollegiatkapitel in Prag auf dem Vyšehrad, das den aus fünf Anwesen bestehenden Ort 1436 an Jindřich von Stráž verpfändete, der ihn an das Gut Přerov anschloss. Außer dem Dorf bestand in Černíky zu dieser Zeit noch ein Vladikengut, das Jan Chyba von Chlum gehörte. Dieses weltliche Gut verkauften die Erben von Jan Měkýš 1534 an Jiří Vachtl von Poutnov auf Kounice. Vachtl erwarb auch die weltlichen Güter, so dass der gesamte Ort zu Kounice kam.
1760 kaufte Maria Theresia von Savoyen, Prinzessin von Liechtenstein die Herrschaft Kaunitz. Für die im selben Jahr errichtete St.-Wenzelskapelle stiftete sie 60 Gulden für deren Erhaltung.
Nach der Aufhebung der Patrimonialherrschaften bildete Čermík ab 1850 einen Ortsteil der Gemeinde Stolmíř im Bezirk Český Brod. 1897 entstand die Gemeinde Černíky, die 1961 dem Okres Nymburk zugeordnet wurde. Zwischen 1980 und 1990 war Černíky nach Kounice eingemeindet, danach entstand die Gemeinde wieder.
Der Ortsname Zerhinek leitet sich vom nahe gelegenen Ort Cerhenice (Zehernitz oder auch Groß Zehernitz) ab und stellt die Verkleinerungsform desselben dar (im Sinne von Klein Zehernitz) dar. Der Ortsname selbst leitet sich vom slawischen Personennamen Cyril ab im Sinne von Cyrilsdorf oder Cyrilsansiedlung. Zum Jahresbeginn 2021 wechselte die Gemeinde in den Okres Kolín.

## Gemeindegliederung
Für die Gemeinde Černíky sind keine Ortsteile ausgewiesen.

## Sehenswürdigkeiten

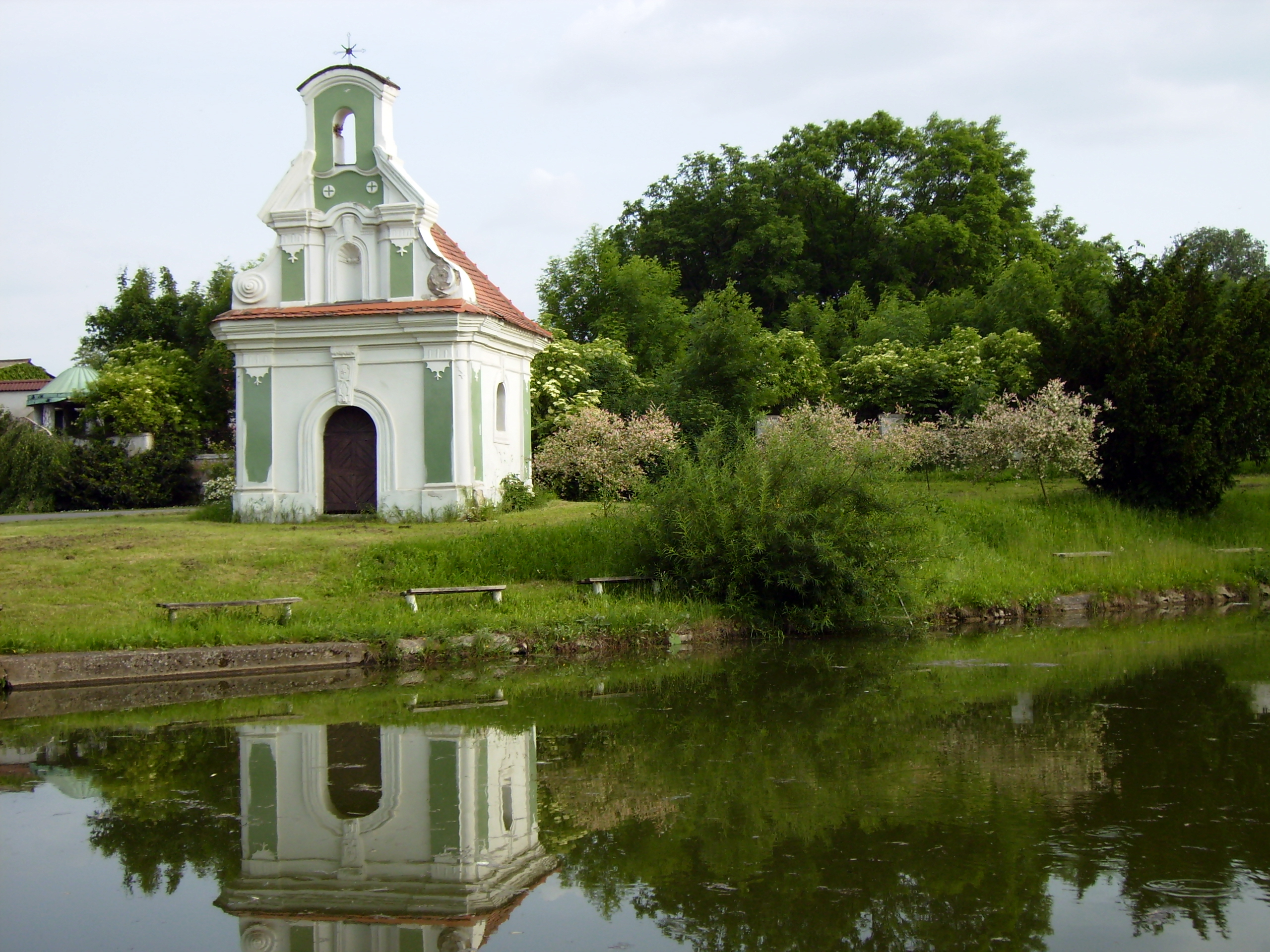
Kapelle des hl. Wenzel

- barocke Kapelle des hl. Wenzel, 1760 auf Kosten des Bauern Václav Kadeřávek errichtet
- stillgelegte Sandsteinbrüche auf dem Chrástnice